# وكيل (مقاطعة تشالدران)
وكيل (بالفارسية: وکیل) هي منطقة سكنية تقع في أذربيجان الغربية في إيران. يقدر عدد سكانها بـ 193 نسمة .